# Víctor Ochoa (judoka)
Víctor Ochoa (4 de enero de 1999) es un deportista mexicano que compite en judo. Ganó una medalla de bronce en el Campeonato Panamericano de Judo de 2017, en la categoría de –90 kg.

## Palmarés internacional
| Campeonato Panamericano | Campeonato Panamericano   | Campeonato Panamericano | Campeonato Panamericano |
| Año                     | Lugar                     | Medalla                 | Categoría               |
| ----------------------- | ------------------------- | ----------------------- | ----------------------- |
| 2017                    | Ciudad de Panamá (Panamá) | Medalla de bronce       | –90 kg                  |